# McLaren MP4-15
O MP4/15 é o modelo da McLaren da temporada de 2000 da F1. Condutores: Mika Häkkinen e David Coulthard.

## Resultados[1]
(legenda) (em negrito indica pole position e itálico volta mais rápida)
| Ano  | Chassi | Motor                | Pneus | N° | Pilotos         | 1   | 2   | 3   | 4   | 5   | 6   | 7   | 8   | 9   | 10  | 11  | 12  | 13  | 14  | 15  | 16  | 17  | Pontos | Posição |  |
| ---- | ------ | -------------------- | ----- | -- | --------------- | --- | --- | --- | --- | --- | --- | --- | --- | --- | --- | --- | --- | --- | --- | --- | --- | --- | ------ | ------- |  |
|      |        |                      |       |    |                 |     |     |     |     |     |     |     |     |     |     |     |     |     |     |     |     |     |        |         |  |
|      |        |                      |       |    |                 | AUS | BRA | SMR | GBR | ESP | EUR | MON | CAN | FRA | AUT | GER | HUN | BEL | ITA | USA | JPN | MYS |        |         |  |
| 2000 | MP4/15 | Mercedes FO 110J V10 | B     | 1  | Mika Hakkinen   | Ret | Ret | 2   | 2   | 1   | 2   | 6   | 4   | 2   | 1   | 2   | 1   | 1   | 2   | Ret | 2   | 4   | 152    | 2º      |  |
| 2000 | MP4/15 | Mercedes FO 110J V10 | B     | 2  | David Coulthard | Ret | DSQ | 3   | 1   | 2   | 3   | 1   | 7   | 1   | 2   | 3   | 3   | 4   | Ret | 5   | 3   | 2   | 152    | 2º      |  |

↑1  A McLaren não faturou os 10 pontos pela vitória, porque na vistoria faltava um lacre obrigatório na caixa eletrônica do carro. O piloto conservou os pontos pela sua vitória.